# Britford
Britford là làng và giáo xứ dân sự bên bờ Sông Avon khoảng 1,5 dặm (2,4 km) về hướng đông nam của Salisbury ở Wiltshire, Anh. Ngôi làng này ngay bên Đường A338.